# Mirko Petrini
Mirko Petrini (Fermo, 21 marzo 1975) è un attore e cantautore italiano.
Talora è accreditato come Mirco Petrini.

## Biografia
Nato a Fermo il 21 marzo 1975, si trasferisce a Roma, dove frequenta vari laboratori di recitazione. Nel 1995 Partecipa ad una puntata di Beato tra le donne, vincendo la puntata con la canzone 'Nel blu dipinto di blu' 
Nel 1996 Arriva secondo al concorso Miss e Mister 96. All'inizio della sua carriera gira numerosi spot pubblicitari. Nel 1999 interpreta il ruolo di Michele nella miniserie tv di Rai Uno, Commesse, regia di Giorgio Capitani, ruolo che lo fa conoscere al grande pubblico e che interpreta anche in Commesse 2 (2002), regia di José María Sanchez.
Tra le altre fiction tv dove recita in ruoli da coprotagonista o protagonista: Fine secolo (1999), miniserie diretta da Gianni Lepre, la serie Questa casa non è un albergo (2000), in onda su Rete 4, le miniserie L'ultimo rigore (2002) e L'ultimo rigore 2 (2006), entrambe dirette da Sergio Martino, e Ho sposato un calciatore (2005), miniserie in quattro episodi, diretta da Stefano Sollima.
In teatro, dopo alcuni ruoli minori, è protagonista nel ruolo di Abele nel musical Caino e Abele, testo, musiche e regia di Tony Cucchiara; dopo aver recitato in questo musical all'inizio della carriera, partecipa alla tournée 2005-2006, interpretando Gesù e Romeo. Tra il 2001 e il 2002 è protagonista di Emozioni, musical che si ispira alle canzoni di Lucio Battisti, regia di Sergio Japino, con Ambra Angiolini.
Per il cinema, dopo la partecipazione al film del 2002 Ultimo stadio di Ivano De Matteo, nel 2006 è tra i protagonisti di Ma l'amore... sì! di Tonino Zangardi e Marco Costa, e nel 2007 di Il lupo.
Nel 2007 lavora ancora in fiction tv: è coprotagonista, nel ruolo dell'ufficiale della guardia costiera, Salvatore Terrasini, insieme ai protagonisti Lorenzo Crespi e Fabio Fulco, nella seconda serie di Rai 1, Gente di mare 2; successivamente gira la miniserie Il sangue e la rosa, regia di Salvatore Samperi, in onda nel 2008 su Canale 5.  Nel 2009 per Rai 1 nel ruolo di Mascagni nella mini serie  "Puccini" per la regia di Giorgio Capitani. Sempre nel 2010 interpreta Attilio Fabbri per la mini serie "Mattei: L'uomo che guardava al futuro" per Rai 1 regia Giorgio Capitani
Nella stagione 2008-2009 è in tournée con la commedia musicale Pipino il Breve di Tony Cucchiara, in cui interpreta il ruolo di Marante. La commedia è stata rimessa in scena dal Teatro Stabile di Catania e ha debuttato il 3 dicembre 2008, data in cui ricorre il cinquantenario della fondazione dell'ente.
Nel 2011 recita nella miniserie Sangue caldo, in onda su Canale 5 tra settembre e ottobre, dove interpreta il ruolo di un potente nobiluomo. 
Dal 2011 insieme al produttore Gianluca Cucchiara si trasferisce a Londra per dedicarsi al progetto discografico rock band dal nome Mercutio. Incidono il loro primo album.  Il singolo “Back To Nowhere“, title track dell’album, è stato mixato e prodotto da Alan Moulder, (Foo Fighters, Arctic Monkeys, Nine Inch Nails e Royal Blood). La canzone "No compromise" è stata scelta per il film "L'esigenza di unirmi ogni volta con te" per la regia di Tonino Zangardi con Marco Bocci e Claudia Gerini. 
Nel 2018 torna in Italia per girare la serie sara e Marti-   Disney Channel (2018-2019-2020) e altre serie TV come "Don Matteo" ,  "Che Dio ci aiuti", "L'allieva"
Dal 2019 è anche impegnato con il suo progetto cantautorale “Petrini“. Il 15 Agosto 2021 ha pubblicato il video "Rivoluzione Vista Mare" sul suo canale Youtube e il 20 Agosto il brano è uscito su tutti gli store digitali. Il nuovo singolo farà parte del suo primo disco previsto per il 2022 e sarà pubblicato dall'etichetta Marche di Fabbrica.

## Teatro
- Erano tutti miei figli, regia di M. Vitalone
- Le allegre comari, regia di M. Vitalone
- Caino e Abele, regia di Tony Cucchiara
- Emozioni, regia di Sergio Japino (2001-2002)

- Molto rumore per nulla, regia Guglielmo Ferro (2004-2005)- Produzione: Teatro Stabile di Catania

- Pipino il Breve, regia di Giuseppe Di Martino (2008-2009) - Commedia musicale di Tony Cucchiara - Produzione: Teatro Stabile di Catania

## Filmografia

### Cinema
- Ultimo stadio, regia di Ivano De Matteo (2002)
- Il piacere di piacere, regia di Luca Verdone (2002)
- Ma l'amore... sì!, regia di Tonino Zangardi e Marco Costa (2006)
- Il lupo, regia di Stefano Calvagna (2007)
- La casa di famiglia regia di Augusto Fornari (2017)

### Televisione
- Commesse, regia di Giorgio Capitani (1999)
- Fine secolo, regia di Gianni Lepre (1999)
- La squadra, registi vari (2000)
- Non lasciamoci più, regia di Vittorio Sindoni (2000)
- Questa casa non è un albergo, regia di Pier Belloni, Elisabetta Marchetti e Raffaele Mertes (2000)
- Casa famiglia, regia di Riccardo Donna (2001)
- La memoria e il perdono, regia di Giorgio Capitani (2001)
- Commesse 2, regia di José María Sánchez (2002)
- L'ultimo rigore, regia di Sergio Martino (2002)
- Le ragazze di Miss Italia, regia di Dino Risi (2002)
- Rita da Cascia, regia di Giorgio Capitani (2004)
- Ho sposato un calciatore, regia di Stefano Sollima (2005)
- L'ultimo rigore 2, regia di Sergio Martino (2006)
- Gente di mare 2, regia di Giorgio Serafini e Andrea Costantini (2007)
- Il sangue e la rosa, regia di Salvatore Samperi, Luigi Parisi e Luciano Odorisio (2008)
- Puccini, regia di Giorgio Capitani (2008)
- Enrico Mattei - L'uomo che guardava al futuro, regia di Giorgio Capitani (2009)
- Il ritmo della vita, regia di Rossella Izzo - Film TV - Canale 5 (2010)
- Sangue caldo, regia di Alessio Inturri (2011)
- L'ultimo weekend, regia Domenico Raimondi (2013)
- Don Matteo registi vari  (2018)
- L'allieva regia Fabrizio Costa (2019)
- Che Dio ci aiuti regia Francesco Vicario (2019)
- Sara e Marti- Disney Channel (2018-2020)